# Buzy
Buzy è un comune francese di 940 abitanti situato nel dipartimento dei Pirenei Atlantici nella regione della Nuova Aquitania.

## Società

### Evoluzione demografica
Abitanti censiti

## Immagini del paese

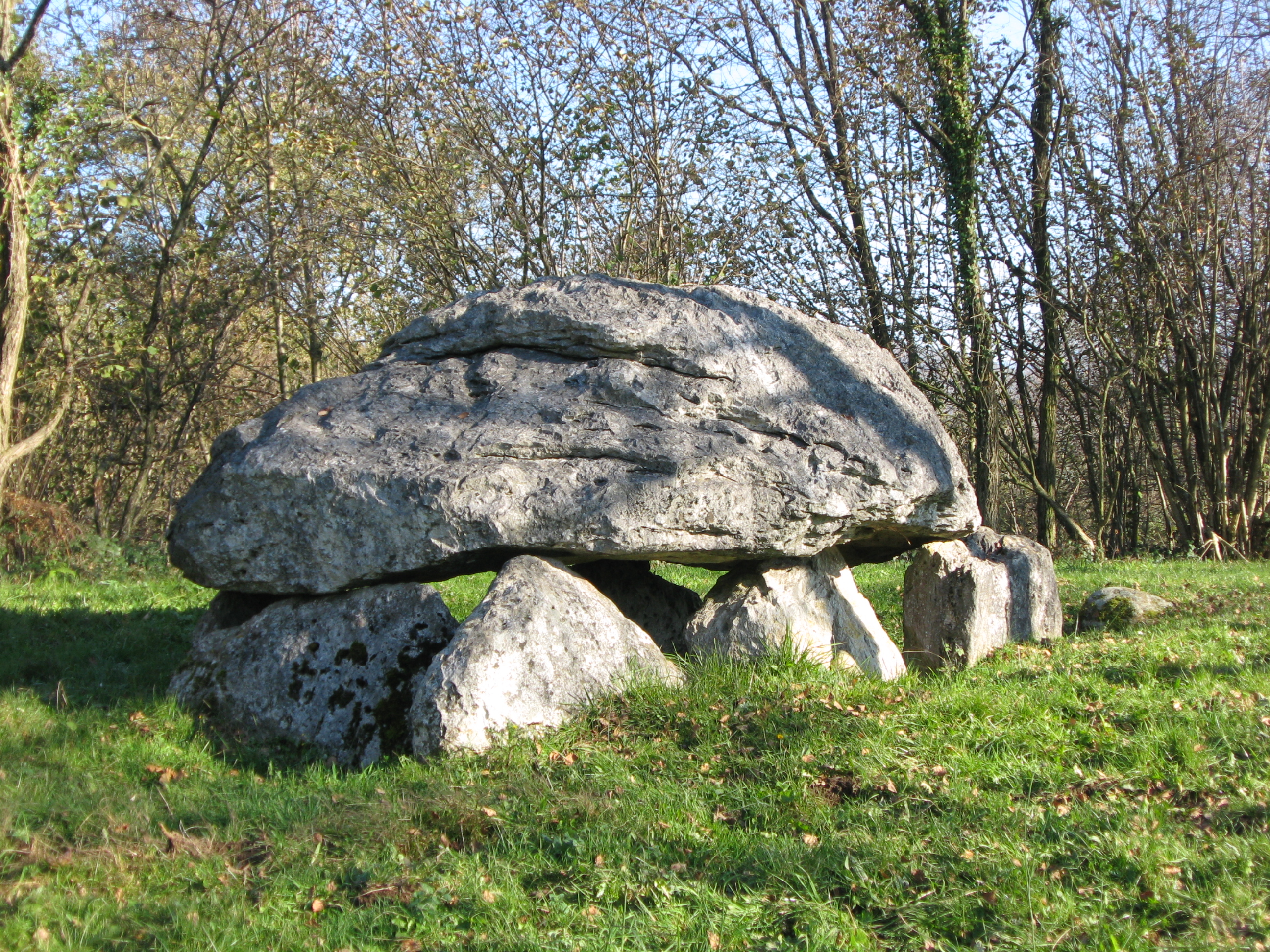
Il dolmen di Buzy
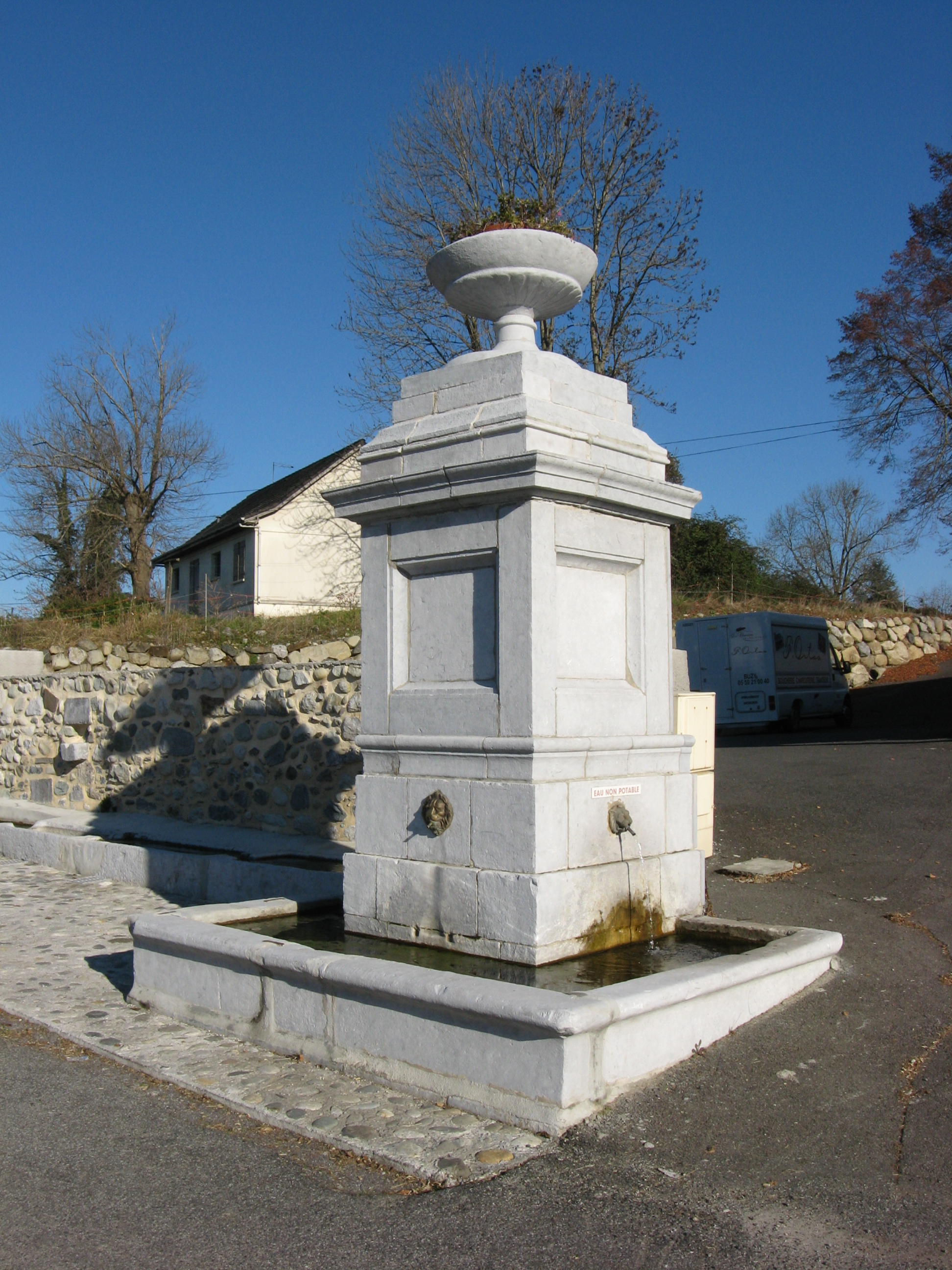
La fontana
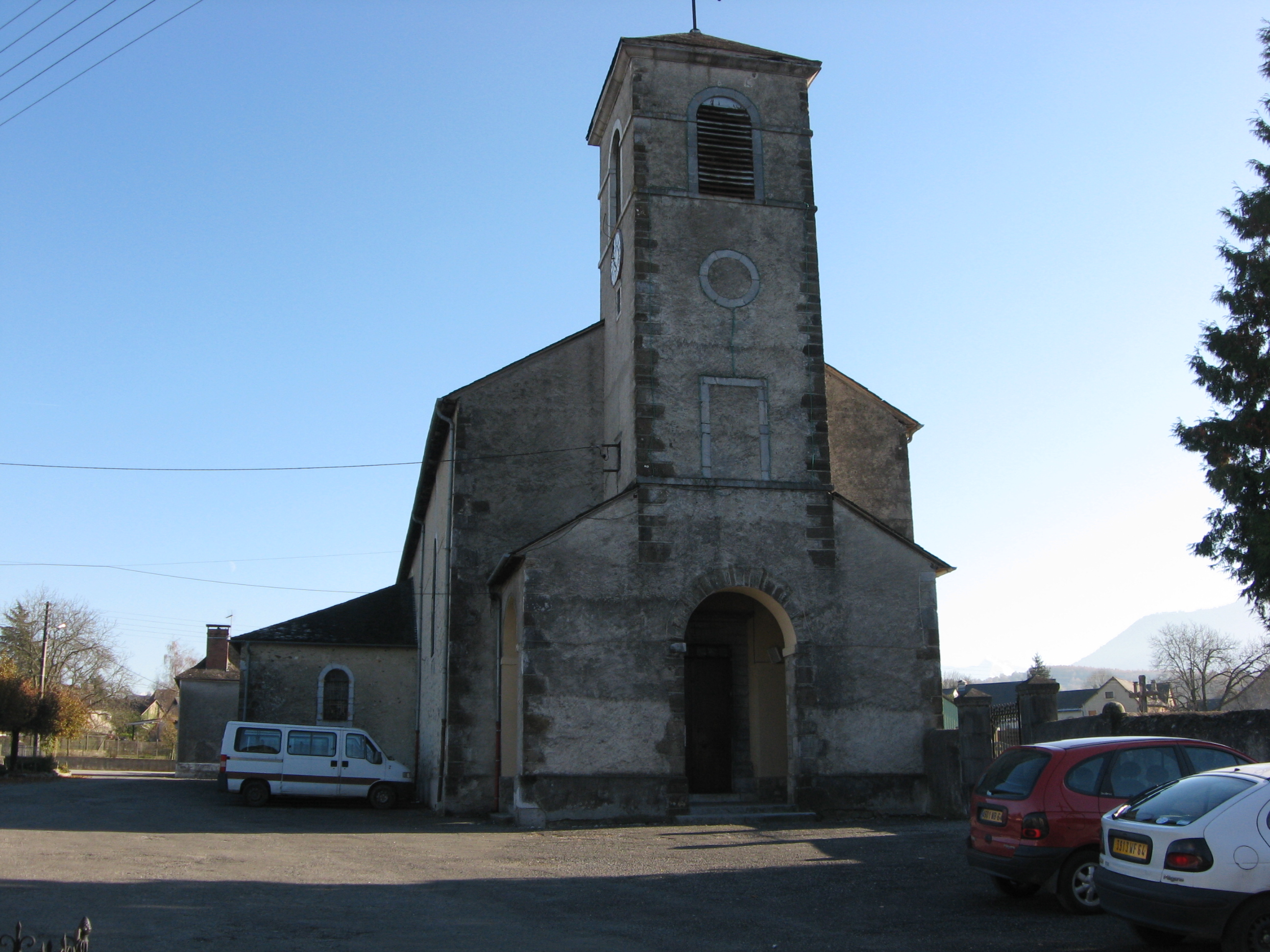
La chiesa, dedicata a San Saturnino